# Destilación al vacío

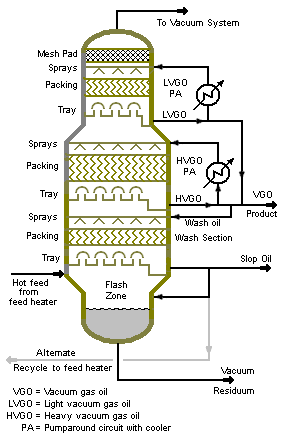
Este es un diagrama esquemático de una típica columna de destilación al vacío en una refinería de petróleo.

La destilación al vacío es un método de destilación realizado a presión reducida. Al igual que con la destilación, esta técnica separa los compuestos en función de las diferencias en los puntos de ebullición. Esta técnica se usa cuando el punto de ebullición del compuesto deseado es difícil de lograr o causará que el compuesto se descomponga. Una presión reducida disminuye el punto de ebullición de los compuestos. La reducción del punto de ebullición se puede calcular utilizando un nomograma de temperatura-presión utilizando la relación Clausius-Clapeyron.

## Aplicaciones a escala de laboratorio
En el laboratorio, la destilación al vacío se utiliza para purificar compuestos o eliminar solventes.

### Destilación de materiales de alto punto de ebullición y/o sensibles al aire
La destilación se utiliza para separar compuestos en función de las diferencias en el punto de ebullición. La destilación al vacío permite que esta técnica de purificación se use en compuestos con altos puntos de ebullición o que sean sensibles al aire. Los compuestos con un punto de ebullición inferior a 150 °C se pueden destilar normalmente sin presión reducida. El uso de una columna de fraccionamiento en la configuración mejora la separación de las mezclas y puede permitir la separación de compuestos con puntos de ebullición similares. Con el aparato a presión reducida, la exposición a la atmósfera se minimiza y el aparato se puede llenar con la atmósfera inerte cuando se completa la destilación.
Para obtener mejores resultados o para compuestos muy sensibles al aire, se puede usar una configuración de destilación del triángulo de Perkin o una configuración de destilación de corto recorrido.

#### Triángulo de Perkin
La configuración del triángulo de Perkin (Imagen 5) usa una serie de válvulas de teflón para permitir que las fracciones destiladas se aíslen del matraz de destilación sin que el cuerpo principal de la configuración de destilación se extraiga del vacío o de la fuente de calor, y Por lo tanto puede permanecer en un estado de reflujo.
Para hacer esto, el recipiente receptor de destilado se aísla primero del vacío por medio de las válvulas de teflón.
El vacío sobre la muestra luego se reemplaza con un gas inerte (como nitrógeno o argón) y el receptor de destilado se puede tapar y eliminar del sistema..

#### Configuración de destilación al vacío utilizando un cabezal de recorrido corto

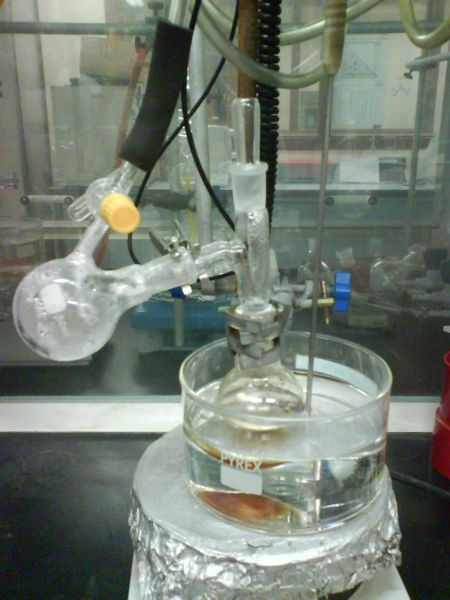
Figura 1: a presión atmosférica, el dimetilsulfóxido hierve a 189 °C. En el aparato de vacío aquí, se destila en el matraz receptor conectado a la izquierda a solo 70 °C.

La destilación al vacío de líquidos moderadamente sensibles al aire / agua se puede hacer usando técnicas estándar de la línea de Schlenk (Imagen 6). Al ensamblar el aparato de instalación, todas las líneas de conexión se sujetan para que no se salgan.
Una vez que se ensambla el aparato y el líquido a destilar se encuentra en el recipiente fijo, se establece el vacío deseado en el sistema utilizando la conexión de vacío en el cabezal de destilación de corto recorrido. Se tiene cuidado de evitar posibles "golpes" a medida que el líquido se desgasifica.
Mientras se establece el vacío, el flujo de refrigerante se inicia a través del cabezal de destilación de corto recorrido. Una vez que se establece el vacío deseado, se aplica calor a la olla fija.
Si es necesario, la primera porción de destilado se puede desechar purgando con gas inerte y cambiando el receptor de destilado.
Cuando se completa la destilación: se elimina el calor, se cierra la conexión de vacío y se purga el gas inerte a través de la cabeza de destilación y el receptor de destilado. Mientras se encuentra debajo de la purga de gas inerte, se retira el receptor de destilado y se cubre con una tapa hermética. El receptor de destilado se puede almacenar al vacío o bajo gas inerte utilizando el brazo lateral en el matraz de destilación.

### Evaporación rotativa
La evaporación rotativa es una técnica común utilizada en laboratorios para concentrar o aislar un compuesto de la solución. Muchos solventes son volátiles y pueden evaporarse fácilmente usando evaporación rotatoria. Incluso los disolventes menos volátiles pueden eliminarse por evaporación rotatoria a alto vacío y con calentamiento. También es utilizado por las agencias reguladoras ambientales para determinar el número de solventes en pinturas, recubrimientos y tintas.

### Consideraciones de seguridad
La seguridad es una consideración importante cuando se utiliza cristalería como parte de la configuración. Todos los componentes de vidrio deben examinarse cuidadosamente para detectar rasguños y grietas que podrían resultar en implosiones cuando se aplica el vacío. Envolver la mayor parte del material de vidrio con cinta como sea práctico ayuda a prevenir la dispersión peligrosa de fragmentos de vidrio en el caso de una implosión.

## Aplicaciones a escala industrial

Figura 2: Animación simplificada de una típica columna de destilación al vacío en seco utilizada en las refinerías de petróleo

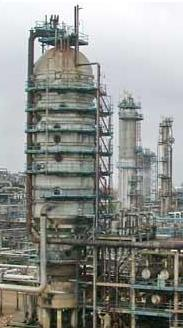
Figura 3: Torre de destilación al vacío a gran escala en la refinería de petróleo Fawley

La destilación al vacío a escala industrial tiene varias ventajas. Las mezclas de punto de ebullición cercanas pueden requerir muchas etapas de equilibrio para separar los componentes clave. Una herramienta para reducir la cantidad de etapas necesarias es utilizar la destilación al vacío. Las columnas de destilación al vacío (como se muestra en las Figuras 2 y 3) que se usan típicamente en refinerías de petróleo tienen diámetros que varían hasta aproximadamente 14 metros (46 pies), alturas que varían hasta aproximadamente 50 metros (164 pies) y velocidades de alimentación que varían hasta aproximadamente 25,400 metros cúbicos por día (160,000 barriles por día).
La destilación al vacío aumenta la volatilidad relativa de los componentes clave en muchas aplicaciones. Cuanto mayor sea la volatilidad relativa, más separables son los dos componentes; esto connota menos etapas en una columna de destilación con el fin de efectuar la misma separación entre los productos de la parte superior y del fondo. Las presiones más bajas aumentan las volatilidades relativas en la mayoría de los sistemas.
La segunda ventaja de la destilación al vacío es el requisito de temperatura reducida a presiones más bajas. Para muchos sistemas, los productos se degradan o polimerizan a temperaturas elevadas.
La destilación al vacío puede mejorar una separación por:
- Prevención de la degradación del producto o la formación de polímeros debido a la presión reducida que conduce a temperaturas más bajas de los fondos de las torres,
- Reducción de la degradación del producto o la formación de polímeros debido a la reducción del tiempo de residencia promedio, especialmente en columnas que usan empaque en lugar de bandejas.
- Mayor capacidad, rendimiento y pureza.

Otra ventaja de la destilación al vacío es el costo de capital reducido, a expensas de un costo operacional ligeramente mayor. La utilización de la destilación al vacío puede reducir la altura y el diámetro, y por lo tanto el costo de capital de una columna de destilación.

### Destilación al vacío en refinación de petróleo
El petróleo crudo en crudo es una mezcla compleja de cientos de compuestos de hidrocarburos diferentes que generalmente tienen de 3 a 60 átomos de carbono por molécula, aunque puede haber pequeñas cantidades de hidrocarburos fuera de ese rango. La refinación del petróleo crudo comienza con la destilación del crudo entrante en una llamada columna de destilación atmosférica que opera a presiones ligeramente superiores a la presión atmosférica.
La destilación al vacío también puede denominarse "destilación a baja temperatura". Al destilar el petróleo crudo, es importante no someter el petróleo crudo a temperaturas superiores a 370 a 380 °C debido a que los componentes de alto peso molecular en el petróleo crudo sufrirán un craqueo térmico y formarán coque de petróleo a temperaturas superiores a esa. La formación de coque resultaría en taponar los tubos en el horno que calienta la corriente de alimentación a la columna de destilación de petróleo crudo. El taponamiento también se produciría en la tubería desde el horno hasta la columna de destilación, así como en la propia columna. La restricción impuesta al limitar la entrada de la columna de petróleo crudo a una temperatura de menos de 370 a 380 °C produce un aceite residual del fondo de la columna de destilación atmosférica que consiste totalmente en hidrocarburos que hierven por encima de 370 a 380 °C.
Para destilar más el aceite residual de la columna de destilación atmosférica, la destilación se debe realizar a presiones absolutas de 10 a 40 mmHg para limitar la temperatura de operación a menos de 370 a 380 °C. La Figura 2 es un diagrama de proceso simplificado de una columna de destilación al vacío de una refinería de petróleo que muestra los elementos internos de la columna y la Figura 3 es una fotografía de una gran columna de destilación de vacío en una refinería de petróleo. La presión absoluta de 10 a 40 mmHg en una columna de destilación al vacío aumenta el volumen de vapor formado por el volumen de líquido destilado. El resultado es que tales columnas tienen diámetros muy grandes.
Las columnas de destilación, como las de las Imágenes 1 y 2, pueden tener diámetros de 15 metros o más, alturas de hasta unos 50 metros y velocidades de alimentación de hasta unos 25.400 metros cúbicos por día (160.000 barriles por día). Los elementos internos de la columna de destilación al vacío deben proporcionar un buen contacto vapor-líquido y, al mismo tiempo, mantener un aumento de muy baja presión desde la parte superior de la columna hasta la parte inferior. Por lo tanto, la columna de vacío utiliza platos de destilación solo cuando se extraen productos del lado de la columna. La mayor parte de la columna utiliza material de empaque para el contacto vapor-líquido porque dicho empaque tiene una caída de presión más baja que los platos de destilación. Este material de empaque puede ser de chapa metálica estructurada o empaque volcado al azar como los anillos Raschig
La presión absoluta de 10 a 40 mmHg en la columna de vacío se logra a menudo mediante el uso de múltiples etapas de los eyectores de chorro de vapor. Muchas industrias, aparte de la industria del refino de petróleo, utilizan la destilación al vacío en una escala mucho más pequeña. Empirical Spirits, con sede en Copenhague, una destilería fundada por ex chefs de Noma, utiliza el proceso para crear espíritus con un sabor único. Su espíritu insignia, Helena, se crea utilizando Koji, junto con Pilsner Malt y la levadura Saison belga.

## Destilación molecular
La destilación molecular es una destilación al vacío por debajo de la presión de 0.01 torr (1.3 Pa). 0.01 torr es un orden de magnitud por encima del alto vacío, donde los fluidos se encuentran en el régimen de flujo molecular libre, es decir, la trayectoria libre media de las moléculas es comparable al tamaño del equipo. La fase gaseosa ya no ejerce una presión significativa sobre la sustancia a evaporar, y en consecuencia, la velocidad de evaporación ya no depende de la presión. Es decir, debido a que los supuestos continuos de la dinámica de fluidos ya no se aplican, el transporte de masas se rige por la dinámica molecular en lugar de la dinámica de fluidos. Por lo tanto, es necesario un camino corto entre la superficie caliente y la superficie fría, típicamente suspendiendo una placa caliente cubierta con una película de alimentación junto a una placa fría con una línea de visión en el medio. La destilación molecular se utiliza industrialmente para la purificación de aceites.

## Productos de destilación
Los productos de destilación al vacío se subdividen en productos de vacío y destilados de vacío. La operación puede ser continua como en el refinado de petróleo o discontinua. Además, al igual que con  métodos de destilación atmosférica, se puede elegir entre la destilación al vacío simple (proceso de corriente continua, principalmente por lotes, destilación al vacío general, si es necesario, atrapable en varias fracciones) y la rectificación de vacío contracorriente (proceso), discontinuo y continuo) diferenciar. El producto del sumidero de vacío es la parte que no se evapora bajo las condiciones dadas (temperatura, presión). El destilado al vacío se extrae por encima de la cabeza como en la destilación atmosférica "simple". En los procesos continuos, los destilados al vacío se extraen como cortes laterales (fracciones) (como en la rectificación atmosférica continua). Las columnas de vacío generalmente contienen las llamadas empaquetado estructurado interno, no bandejas de transferencia.

## Galería

Un simple aparato de destilación al vacío de corto recorrido.
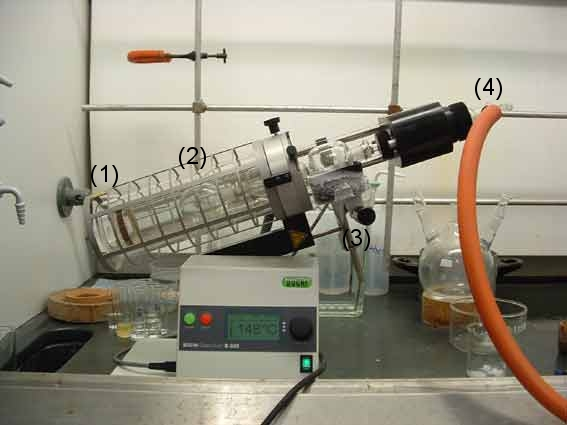
Kugelrohr – Un aparato de destilación al vacío de corto recorrido.
Triángulo de Perkin - para destilación al vacío sensible al aire
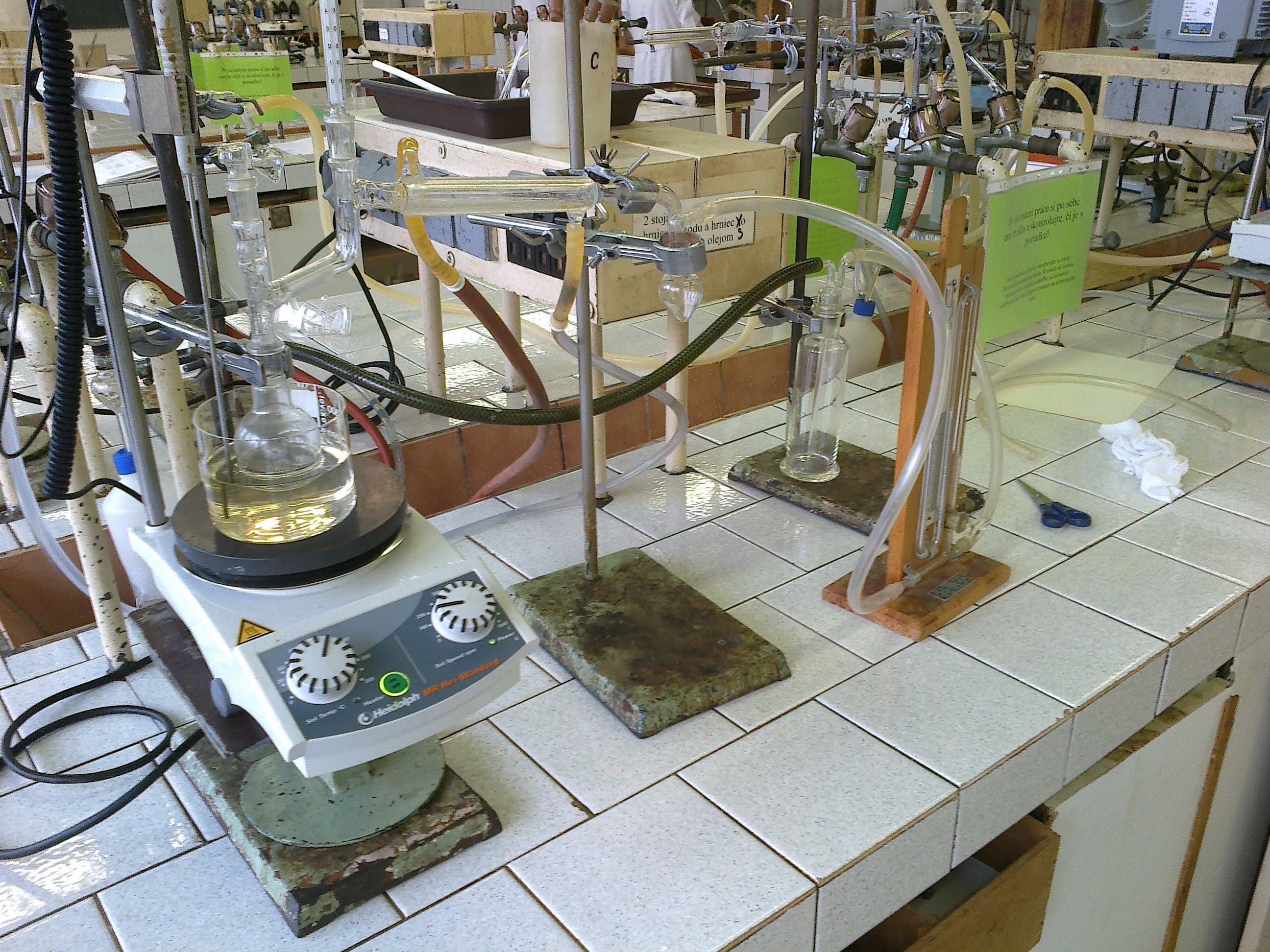
Aparato de destilación al vacío.